# Dąbrowa (powiat Opolski)
Dąbrowa (Duits: Dambrau) is een dorp in het Poolse woiwodschap Opole, in het district Opolski (Silezië). De plaats maakt deel uit van de gemeente Dąbrowa en telt 1100 inwoners.

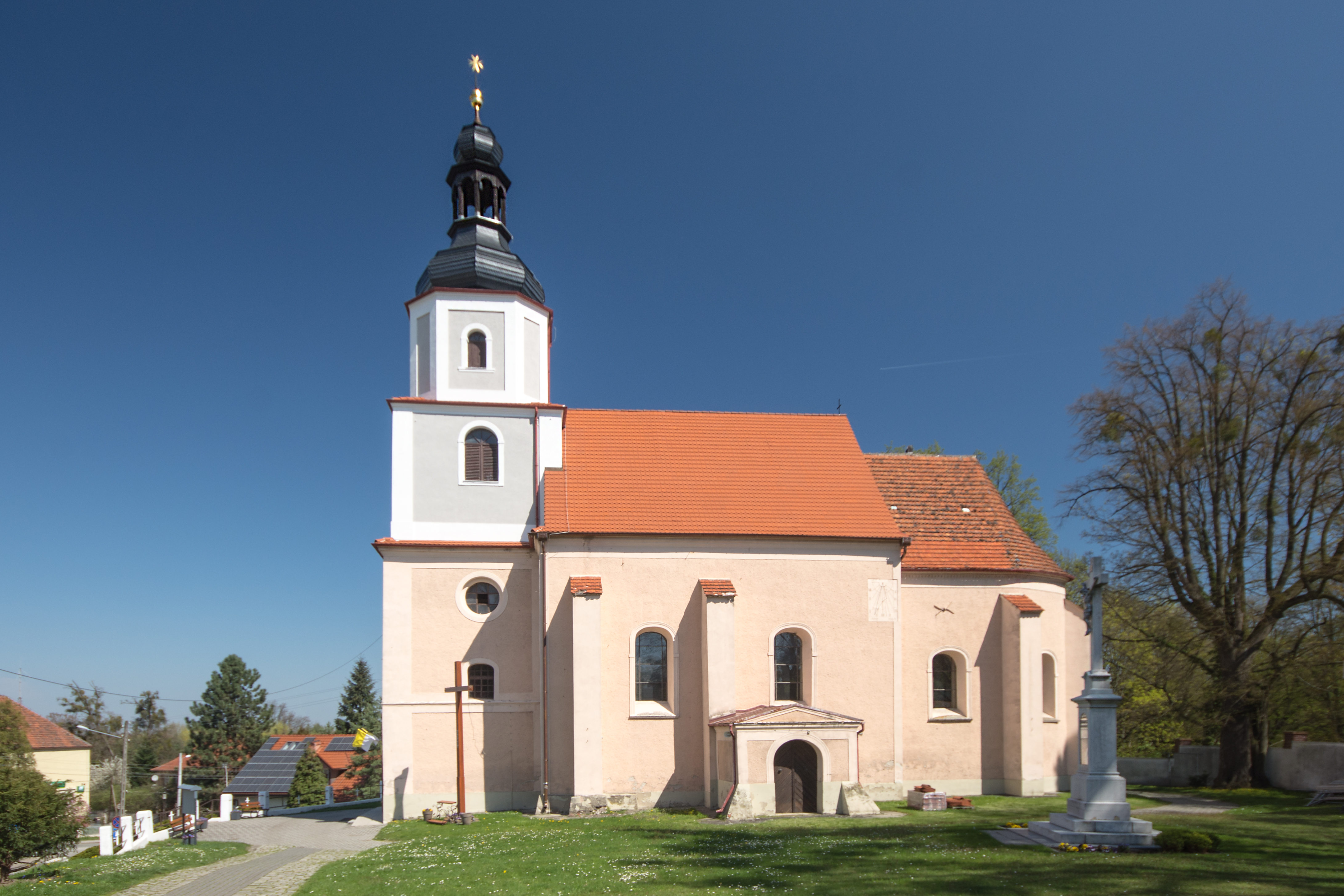
Kerk in Dąbrowa